# ゆげしま (掃海艇・2代)
ゆげしま（ローマ字：JS Yugeshima, MSC-679、MCL-731）は、海上自衛隊の掃海艇。うわじま型掃海艇の8番艇。艇名は弓削島に由来する。うじしま型掃海艇「ゆげしま」に次いで日本の艦艇としては2代目である。

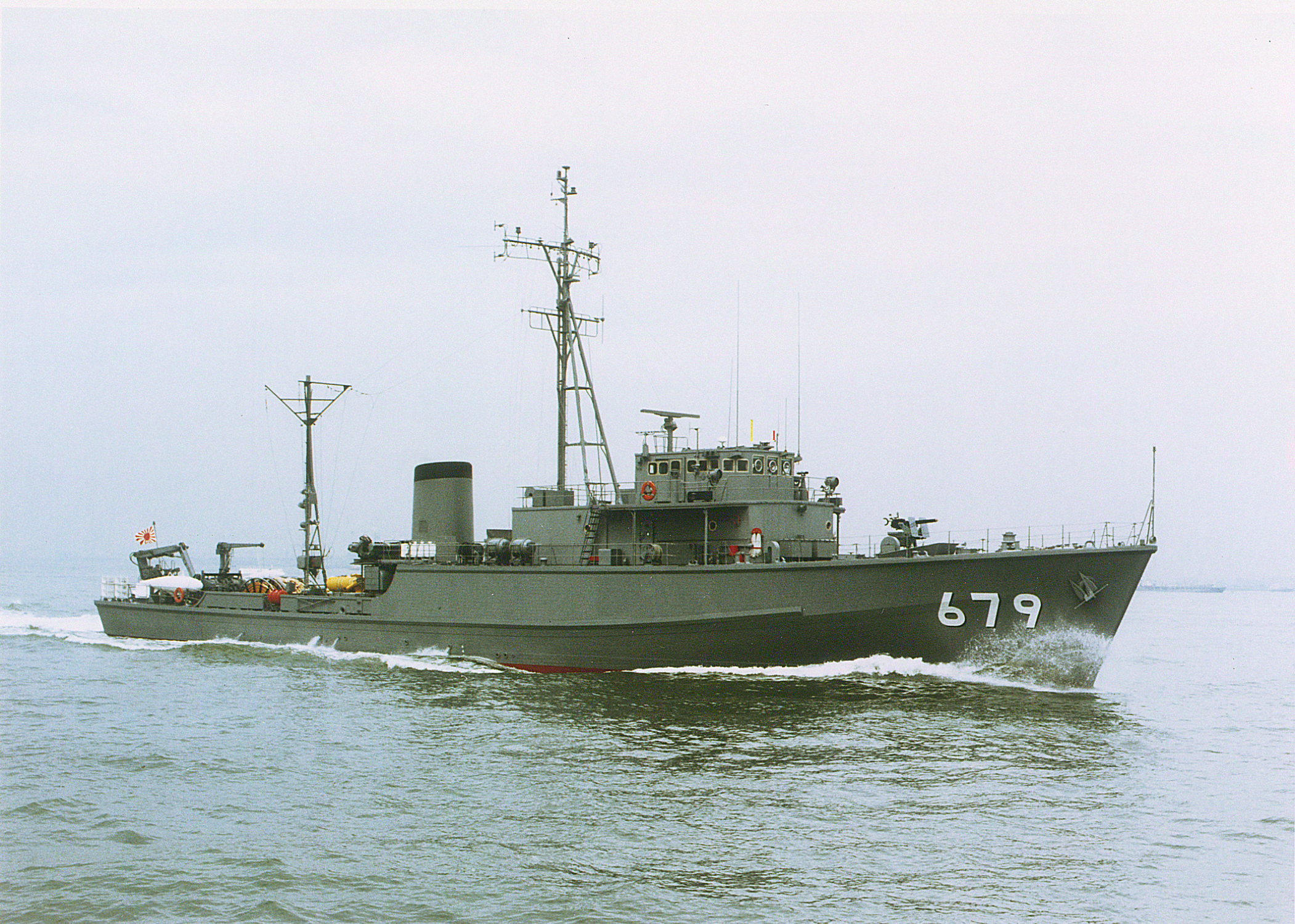
掃海艇時代の「ゆげしま」

## 艦歴
「ゆげしま」は、平成5年度計画掃海艇379号艇として、日立造船神奈川工場で1995年4月10日に起工され、1996年5月24日に進水、1996年12月11日に就役し、第1掃海隊群に編入され呉に配備された。
1996年12月25日、第1掃海隊群隷下に第1掃海隊が新編され、同日付で就役した「ながしま」とともに編入された。
2000年3月13日、掃海部隊の改編により、第1掃海隊が掃海隊群に隷下に編成替え。
2004年2月16日、大湊地方隊函館基地隊第45掃海隊に編成替え。
2005年8月4日、ロシア、ペトロパヴロフスク･カムチャツキー沖で浮上できなくなったロシア深海救難艇AS28の救助に潜水艦救難母艦「ちよだ」、掃海母艦「うらが」､掃海艇「うわじま」とともに派遣される。空輸されたイギリス無人潜航艇が救出に成功したため同月7日に帰投する。海上自衛隊として初の国際救難任務である。
2009年6月20日から6月29日、硫黄島周辺海域で平成21年度実機雷処分訓練に参加。
2011年3月11日、発生した東日本大震災の災害派遣に参加。宮古湾（日出島）北側などで捜索救難を実施した。
2012年4月15日、陸奥湾で墜落した第25航空隊所属SH-60Jの捜索に参加。
同年6月17日から6月21日、硫黄島周辺海域で実機雷処分訓練を実施。
2015年2月1日から2月10日、伊勢湾で平成26年度機雷戦訓練に参加。
同年6月19日から6月28日、硫黄島周辺海域で平成27年度実機雷処分訓練に参加。
同年11月16日午前5時頃、宗谷岬北東65kmを西に航行するロシア海軍のオスカー型原子力潜水艦１隻、ウダロイ級駆逐艦「マーシャル・シャポシニコフ」、アムガ級補給艦「ダウガヴァ」を発見し、監視した。その後日本海に入った。
2016年7月8日16時頃、宗谷岬北東85kmを航行するロシア海軍のキロ級潜水艦１隻を確認し、監視した。その後宗谷海峡を西に通峡した。又、同年7月10日午前1時頃にも、宗谷岬東北東110kmを航行するウダロイ級駆逐艦「アドミラル・パンテレーエフ」、「アドミラル・トリブツ」、宗谷岬東110kmを航行するソブレメンヌイ級駆逐艦「ビストルイ」、宗谷岬北東95kmを航行するアリゲーター級揚陸艦「ニコライ・ヴィルコフ」を発見した。その後宗谷海峡を西に通峡した。
同年11月13日、除籍される「まえじま」に代わり、転籍準備のため呉に向けて函館を出港。その後、JMU因島工場に種別変更の工事のため回航した。
2017年3月27日、掃海管制艇に種別変更され、艇籍番号がMCL-731に変更。掃海隊群第101掃海隊に編入され、定係港が呉に転籍。
2018年7月14日、平成30年7月豪雨をうけて、広島県三原市で給水支援に参加する。
2018年7月18日～7月30日、陸奥湾にて機雷戦訓練及び日米印共同掃海特別訓練を実施する。
2020年10月1日、除籍。最終所属は、掃海隊群第101掃海隊、定係港は呉であった。僚艦の「ながしま」も同日付で除籍となり、2隻で構成されていた第101掃海隊は解隊された。

## 不祥事
- 2020年5月28日に同艇乗組員の31歳男性3等海曹が[注 1]、窃盗容疑で呉警察署に逮捕される事案が生起した[4]。同3曹は、同年3月14日から同年3月15日にかけて、呉市内の駐輪場で22歳男子大学生のバイクから計4万円相当の無線機器及びヘルメットなど計3点を盗んだ容疑が掛けられている[注 2]。